# Família Sharif
A família Sharif (em urdu:   شریف خاندان) é uma família política do Paquistão, sediada na cidade de Lahore, Punjab. Eles pertencem à tribo caxemire Bhat, uma grande comunidade que vive em muitos distritos do Punjab. A família utiliza o título de Mian.
Muhammad Sharif, pai do ex-primeiro-ministro do Paquistão Nawaz Sharif, migrou de Jati Umra, distrito de Amritsar (atualmente no distrito de Tarn Taran, na Índia, após a criação do Paquistão em 1947). Ele era um empresário que fundou o Grupo Ittefaq e o Grupo Sharif em 1939. O outro filho de Muhammad, Shehbaz Sharif, é o atual primeiro-ministro do Paquistão.

## Fortuna
De acordo com o livro Capitalism's Achilles Heel, de Raymond W Baker, Nawaz Sharif, obteve ganhos financeiros de US$ 418 milhões durante seus dois mandatos como primeiro-ministro do Paquistão.
O livro é um relatório sobre a corrupção cometida pelas máfias/famílias mais dominantes da história da política, que inclui também a família Sharif. Narra sobre como eles acumularam suas fábricas, propriedades e riquezas.